# Giuseppe Perentin
Giuseppe (Nino) Perentin (né à Izola le 21 février 1906 et mort à Trieste le 4 mars 1981) est un nageur italien ayant remporté une médaille d'argent aux Championnats d'Europe de natation en 1927 et aux Championnats d'Europe de natation en 1931.

## Biographie
Giuseppe Perentin remporte de nombreuses médailles lors des championnats nationaux d'Italie. Dans sa spécialité, le 1 500 mètres nage libre, il est champion d'Italie en 1927, 1928, 1931, 1933 et 1936 ; il termine 2e en 1925, 1930, 1932, 1934 et 1935 ; il monte sur la 3e marche du podium en 1929. Sur le 400 mètres nage libre, il est champion en 1927 ; 2e en 1928, 1931, 1932 et 1933 ; il termine 3e en 1930 et 1934. En 1933, il termine 2e du 200 mètres nage libre en 2 min 26 s 40.
Les championnats d'Europe de natation de 1927 se tiennent à Bologne en Italie. Giuseppe Perentin nage devant son public. Le 1 500 mètres nage libre est remporté par le Suédois Arne Borg qui établit un record du monde qui tient plus de dix ans en 19 min 7 s 20. Perentin termine deuxième en 21 min 50 s 40, nouveau record d'Italie. Cependant, il a été distancé par Borg de trois longueurs de bassin. Lorsqu'il arrive, le vainqueur Borg a déjà eu le temps d'enfiler une veste. Aussi, alors qu'il a tout juste touché au mur, il voit d'un très mauvais œil le Suédois venir le féliciter. Perentin crée un véritable incident diplomatique sportif en refusant les félicitations de son adversaire. Il faut l'intervention des dirigeants de la natation italienne pour d'un côté calmer la colère de Perentin et de l'autre offrir des excuses à Borg,.
Giuseppe Perentin est donc sélectionné pour les Jeux olympiques d'été de 1928 à Amsterdam et ceux de 1932 à Los Angeles.
À Amsterdam, il est engagé sur le 1 500 mètres nage libre. Il nage 21 min 42 s 40 en série et est qualifié pour les demi-finales. Là, il termine 4e et dernier de sa course et son temps n'est pas enregistré. Perentin fait partie du relais 4 × 200 mètres nage libre. Il est la cause de la disqualification de son équipe pour passage de relais anticipé,.
Aux championnats d'Europe de 1931 à Paris, Perentin est à nouveau privé de la première place sur le podium du 1 500 mètres nage libre. Cette fois-ci, il est beaucoup plus proche du vainqueur, le Hongrois Olivér Halassy, qui ne le devance que dans la dernière longueur et termine en 20 min 49 s quand Perentin réalise 20 min 50 s 60, devançant son compatriote Paolo Costoli (21 min 9 s 40,). 
Pour les Jeux olympiques de 1928 à Los Angeles, la fédération italienne n'a pas les moyens d'envoyer une équipe complète et se contente de sélectionner les nageurs avec le plus de chances. Ils ne sont donc que deux à faire le voyage Giuseppe Perentin et Paolo Costoli, tous les deux engagés sur les 400 et 1 500 mètres nage libre. Les nageurs embarquent avec l'équipe italienne le 1er juillet (les Jeux commencent le 30) à bord d'un transatlantique qui dispose d'une piscine de 4 mètres sur huit, mais les mouvements du navire rendent tout entraînement impossible ; ils ne peuvent nager qu'en arrivant à New York, avant de traverser le continent. Aux Jeux, sur le 400 mètres nage libre, Perentin réalise en séries 5 min 9 s 10 et arrive 2e derrière Jean Taris, lui permettant de se qualifier pour la demi-finale. Là, avec 5 min 10 s 50 et la 4e place, il n'entre pas en finale. Sur le 1 500 mètres nage libre, il s'arrête dès les séries avec un temps de 21 min 4 s 50 et une 3e place non qualificative,.